# Thomas Viezens

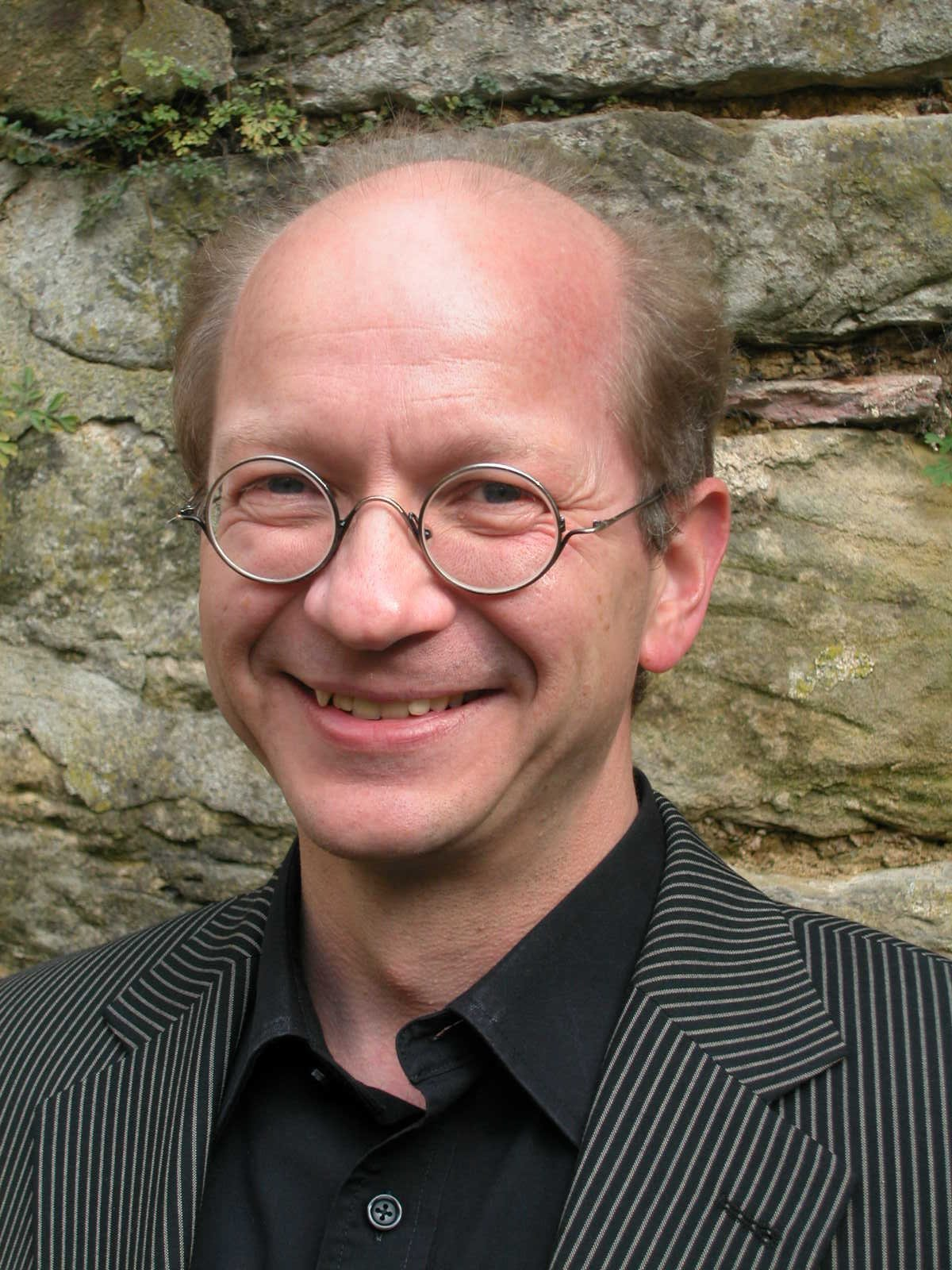
Thomas Viezens

Thomas Viezens (* 1962 in Helmstedt) ist ein deutscher Kirchenmusiker.
Viezens studierte Kirchenmusik an der Hochschule für Musik und Theater Hannover und an der Hochschule für Künste Bremen. 1992 absolvierte er sein A-Examen. Von 1992 bis 1997 wirkte er zunächst als Dekanatsmusiker in Celle. 1998 wurde er zum Domorganisten am Hohen Dom zu Hildesheim berufen. 2000 wurde er zum Dommusikdirektor berufen. Zu seinen Aufgaben gehören die Leitung des Domchores, des Kammerchores und der Choralschola. Seit 1992 ist er als Orgelsachverständiger der Diözese tätig.